# Uenohara, Yamanashi
Uenohara (上野原市 Uenohara-shi) là một thành phố thuộc tỉnh Yamanashi, Nhật Bản.